# Lester Patrick
Curtis Lester „The Silver Fox“ Patrick (* 30. Dezember 1883 in Drummondville, Québec; † 1. Juni 1960) war ein kanadischer Eishockeyspieler und als Trainer und General Manager einer der Gründungsväter der New York Rangers. Zahlreiche noch heute aktuelle Regeln im Eishockey gehen auf Lester Patrick zurück.

## Karriere

### Jugend und Zeit im Osten Kanadas (1883–1907)
Als ältester Sohn eines protestantischen Holzfabrikanten wurde Lester Patrick 1883 in der Provinz Québec geboren. Das Eishockeyspielen lernte er mit seinem zwei Jahre jüngeren Bruder Frank. Zu seiner Anfangszeit wurde Eishockey noch mit sieben Spielern gespielt und Lester spielte in einer offensiven Rolle, die von Verteidigungsaufgaben ausgenommen war, später wurde er zu einem der ersten Offensiv-Verteidiger der Eishockeygeschichte. Er spielte in Brandon und erreichte mit dem Team die Finals um den Stanley Cup, unterlag dort aber den Ottawa Silver Seven.
1906 konnte er mit den Montreal Wanderers seinen ersten Stanley Cup gewinnen. Die Titelverteidigung eine Saison später gelang auf Anhieb. Nach dem Titelgewinn machte er sich gemeinsam mit seinem Bruder auf, um dem Vater zu folgen, der an die Westküste, nach Nelson in British Columbia übersiedelt und nun dort im Holzhandel erfolgreich tätig war.

### Im Westen Kanadas / Gründung der PCHA (1907–1926)
Die Brüder blieben neben dem Holzhandel ihrer großen Leidenschaft, dem Eishockey, treu. Sie hatten Kunsteis hergestellt und hatten mit ihrem Team so den Vorteil, ganzjährig trainieren zu können. 1908 spielten die Patricks mit anderen Spielern aus dem Westen Kanadas einige Freundschaftsspiele im New Yorker St. Nicholas Arena. Hierbei entdeckte Lester seine Liebe zu New York.
1910 wurde im Osten Kanadas die National Hockey Association gegründet. Lester Patrick bekam Angebote von den Renfrew Creamery Kings und den Ottawa Silver Seven. Er bevorzugte Ottawa und nannte in Ottawa einen Gehaltswunsch 1.500 Dollar während er in Renfrew 3.000 Dollar forderte. Zu dieser Zeit waren 400 Dollar ein eher übliches gehalt. Als man in Renfrew sich bereit erklärte, die 3.000 Dollar zu zahlen und auch noch seinem Bruder Frank 2.000 Dollar anbot, wechselten die Brüder zu den Creamery Kings.
1911 verkaufte der Vater sein Unternehmen. Die Brüder kehrten in den Westen zurück und waren maßgeblich an der Gründung der Pacific Coast Hockey Association (PCHA) beteiligt. Sie gründeten Teams in Vancouver und Victoria, bauten Stadien mit um die 10.000 Plätzen und lockten Stars aus dem Osten wie Fred „Cyclone“ Taylor, Moose Johnson und Newsy Lalonde in ihre Liga.
Neben ihrer Aktivitäten um die Liga, waren die Brüder auch sehr um die Weiterentwicklung des Spiels bemüht. Auf ihre Initiative hin wurden die Regeln der PCHA geändert. Unter anderem die blauen Linien zur Unterteilung des Spielfelds, das Zählen von Torvorlagen, der fliegende Wechsel, Strafen für Bandenchecks und Spielverzögerung, aber auch damals bestehende Verbote, wie der offensive Pass und die Torwartregel, dass der Goalie zur Abwehr nicht auf die Knie fallen durfte, wurden aufgehoben.
Lester war fünf Jahre Topstar und Kapitän der Victoria Aristocrats. Das Team erreichte nicht die erwarteten Zuschauerzahlen und zog 1916 nach Spokane um. Lester wechselte zum aktuellen Stanley Cup Sieger, den Seattle Metropolitans.
1918 nahm unter Lesters Führung wieder ein Team in Viktoria, die Victoria Cougars am Spielbetrieb teil. Bis 1922 war er noch aktiv, danach war er dort als General Manager tätig. In der Saison 1924/25 waren Patricks Cougars das letzte Team, das den Stanley Cup gewann und nicht in der NHL spielte.

### Die Jahre in New York (1926–1960)

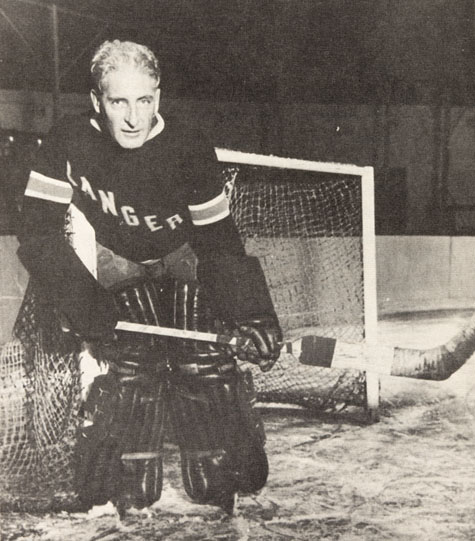
Als Manager vertrat er seinen verletzten Torwart und führte die Rangers 1928 zum Finalsieg

George „Tex“ Rickard, der Besitzer des Madison Square Garden wollte ein zweites NHL-Team nach New York holen, das den im Vorfeld vergebenen Spitznamen Texas Rangers erhielt. Conn Smythe war als General Manager unterwegs und verpflichtete zahlreiche Spieler mit hohem Potential, doch noch vor dem ersten Spiel der New York Rangers, so der endgültige Teamname, ersetzte man Smythe durch Lester Patrick, da man befürchtete, die verpflichteten Spieler wären nicht konkurrenzfähig.
Patrick fungierte als Trainer und General Manager. Er profitierte von Conn Smythes Spielerauswahl, da das Team mit einer Reihe zukünftigen Hall of Famern wie Bill und Bun Cook, Ching Johnson und Frank Boucher hervorragend besetzt war.
In der zweiten Saison der Rangers 1927/28 kam es im zweiten Spiel der Finalserie um den Stanley Cup gegen die Montreal Maroons zu einem denkwürdigen Ereignis. Nels Stewart hatte mit einem Schuss den Torhüter der Rangers, Lorne Chabot beim Stand von 0:0 so schwer verletzt, dass dieser nicht weiterspielen konnte. Einen Ersatztorwart hatte man zu dieser Zeit noch nicht auf der Bank. Patrick hatte im Publikum den Goalie der Boston Bruins, Alex Connell gesehen und fragte bei den Maroons nach, ob diese mit einem Einsatz Connells einverstanden wären, doch die Maroons lehnten den Vorschlag ab. Er überbrachte seinem Team die schlechte Nachricht. Es ist nicht sicher überliefert, ob der Vorschlag aus dem Team oder von Patrick selbst kam, aber Patrick, der zuvor noch nie im Tor gestanden hatte, zog sich selbst die Torwartausrüstung an und lief auf. Die Überraschung im Publikum war groß, als der inzwischen 45-jährige und grauhaarige Coach als Torwart aufs Eis kam. Die Frage war nun eigentlich nur noch, wie hoch der Sieg der Maroons ausfallen würde. Doch die Verteidigung der Rangers stand sehr kompakt und Patrick hielt fast alles, was auf sein Tor kam. Die 1:0-Führung der Rangers konnten die Marrons durch Nels Stewart zwar ausgleichen – dennoch gewannen die Rangers mit Patrick im Tor das Spiel in der Overtime durch einen Treffer von Frank Boucher. Nach einer Niederlage im dritten und einem Sieg im vierten Spiel siegten Patricks' Rangers auch im entscheidenden Spiel fünf und holten damit erstmals den Stanley Cup nach New York.
1939 übergab Lester Patrick den Platz hinter der Bande an Frank Boucher und fungierte bis 1946 als General Manager. Auch hier war Boucher sein Nachfolger. Bis 1950 war er noch Vize-Präsident des Madison Square Garden.

### Ehrungen
1947 wurde er mit der Aufnahme in die Hockey Hall of Fame geehrt. In der Western Hockey League erhielt das beste Team zum Saisonende von 1960 bis 1974 den Lester Patrick Cup. Seit 1966 vergibt die NHL für besondere Leistungen um das amerikanische Eishockey die Lester Patrick Trophy, auch eine Gruppe der NHL war nach ihm benannt. Von 1974 bis 1993 hieß die Gruppe, in der unter anderem die New York Rangers spielten, Patrick Division.

### Die Familie
Neben seinem Bruder Frank sind immer wieder verschiedene Verwandte von ihm in wichtigen Rollen in der NHL aufgetaucht. Sein Sohn Lynn Patrick spielte für die Rangers, wo er auch kurz als Trainer tätig war. Er war Generalmanager bei den Boston Bruins und den St. Louis Blues. Sein Bruder Muzz Patrick war ebenfalls Trainer und Generalmanager der Rangers.
Sein Enkel und Lynns Sohn Craig Patrick spielte bei verschiedenen Teams, war Assistenztrainer beim Miracle on Ice sowie Trainer und Generalmanager der Rangers und der Pittsburgh Penguins. Sein Bruder Glenn Patrick spielte in der NHL. Muzzs Sohn Dick Patrick ist Präsident und Mitbesitzer der Washington Capitals.
Lester Patrick war 1960 bereits an Krebs erkrankt, als er einem Herzinfarkt erlag.

## Erfolge und Auszeichnungen
| - 1906 Stanley-Cup-Gewinn mit den Montreal Maroons - 1907 Stanley-Cup-Gewinn mit den Montreal Maroons - 1928 Stanley-Cup-Gewinn mit den New York Rangers (als Cheftrainer und General Manager) - 1931 NHL First All-Star Team (als Cheftrainer) - 1932 NHL First All-Star Team (als Cheftrainer) - 1933 Stanley-Cup-Gewinn mit den New York Rangers (als Cheftrainer und General Manager) | - 1933 NHL First All-Star Team (als Cheftrainer) - 1934 NHL First All-Star Team (als Cheftrainer) - 1935 NHL First All-Star Team (als Cheftrainer) - 1936 NHL First All-Star Team (als Cheftrainer) - 1938 NHL First All-Star Team (als Cheftrainer) - 1940 Stanley-Cup-Gewinn mit den New York Rangers (als General Manager) |